# Un ange pour Satan
Pour plus de détails, voir Fiche technique et Distribution.
Un ange pour Satan  (Un angelo per Satana) est un film italien en noir et blanc réalisé par Camillo Mastrocinque, sorti en 1966. Il s'agit de l'adaptation d'un récit de Luigi Emmanuele,.

## Synopsis
Une statue sur laquelle flotte une légende est retrouvée dans un lac, après deux cents ans. La statue porte les traits de la nièce du comte du village riverain et un esprit maléfique semble flotter sur les lieux et posséder la jeune femme.

## Fiche technique
Sauf indication contraire, les informations mentionnées dans cette section peuvent être confirmées par la base de données cinématographiques IMDb,  présente dans la section « Liens externes ».
- Titre original : Un angelo per Satana
- Direction : Camillo Mastrocinque
- Scénario : Giuseppe Mangione et Camillo Mastrocinque, d'après un récit de Luigi Emmanuele[1],[2]
- Musique : Francesco De Masi
- Décors : Alberto Boccianti
- Costumes : Giorgio Desideri
- Photographie : Giuseppe Aquari (it)
- Montage : Gisa Radicchi Levi
- Production : Liliana Biancini
- Production associée : Giulano Simonetti
- Société de production : Discobolo Film
- Société de distribution : David Cinematografica
- Pays de production :  Italie
- Format : noir et blanc – 1,85:1
- Genre : horreur
- Durée : 92 minutes
- Dates de sortie :
  - Italie : 4 mai 1966
  - France : 24 mai 1967

## Distribution
- Barbara Steele (VF : Nelly Benedetti) : Harriet de Montebruno / Belinda
- Anthony Steffen (VF : Jean-Louis Jemma) : Roberto Merigi
- Claudio Gora (VF : Louis Arbessier) : le comte Montebruno
- Ursula Davis : Rita
- Maureen Melrose (VF : Marcelle Lajeunesse) : Ilda, la gardienne
- Aldo Berti : Vittorio, le jardinier
- Mario Brega (VF : Georges Atlas) : Carlo Lionesi
- Vassili Karamesinis (VF : Claude Dasset) : Dario Morelli, le professeur
- Halina Zalewska (VF : Michèle Bardollet) : Luisa
- Antonio Corevi (VF : William Sabatier) : Guglielmo, le majordome
- Antonio Acqua (VF : Lucien Bryonne) : Alfonso, le sergent
- Livia Rossetti : Natalia
- Giovanna Lenzi : Maria
- Betty Delon : Barbara Lionesi

## Tournage
Le tournage a lieu à Rome (Latium) pour la villa Miani, ainsi qu'au studios Incir De Paolis.

## Autour du film
- Version française par Record Film. Direction artistique : Martine et Gérard Cohen